# Friuli Grave Spumante
Il Friuli Grave spumante è un vino DOC la cui produzione è consentita nelle province di Pordenone e Udine.

## Caratteristiche organolettiche
- colore: colore paglierino più o meno intenso-spuma fine e persistente.
- odore: caratteristico.
- sapore: sapido, armonico.

## Produzione
Provincia, stagione, volume in ettolitri
- nessun dato disponibile